# 052C型导弹驱逐舰
052C型驅逐艦（北約代號：旅洋II級，英文：Luyang II），是中國人民解放軍海軍装备的首型拥有主動式相位陣列雷达及垂直发射系统的第三代导弹驱逐舰，中國海軍第一次擁有了远程區域防空能力；可单独或协同海军其他兵力攻击水面舰艇、潜艇，具有较强的远程警戒探测和区域防空作战能力。
052C型驱逐舰同級共有六艘，分为两个批次建成，全部由江南造船厂建造。第一批次的前两艘于2005年建成，服役于南海舰队，第二批次的后四艘于2013年1月~2015年2月间服役，均服役于东海舰队。
因为052C型驅逐艦是中國海軍同时也是世界上第一种安裝四面主动式相位陣列雷達（「海之星」H/LJG346型）的戰艦，所以也被外界誉为「中華神盾」。

## 概貌

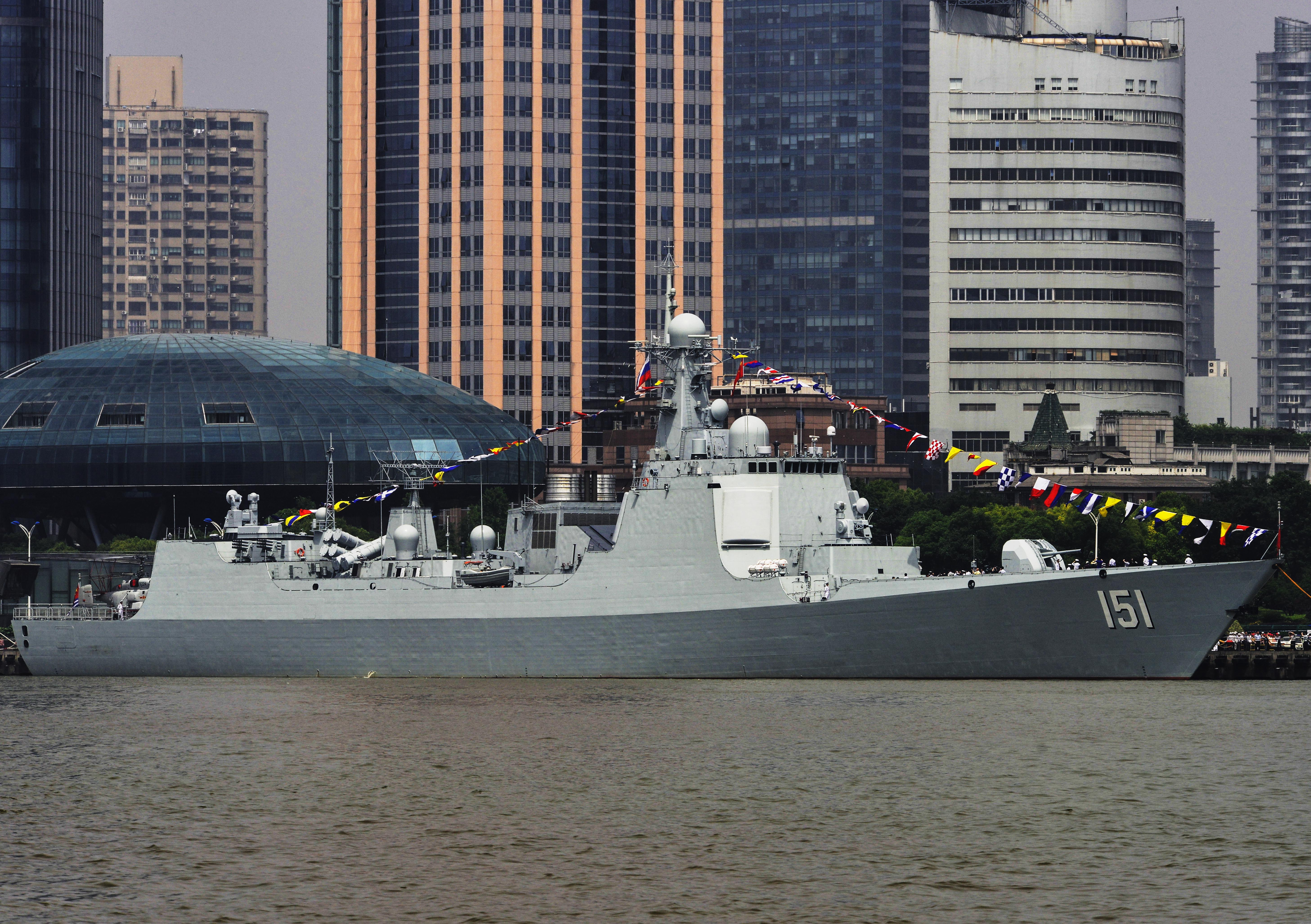
151号“郑州”舰

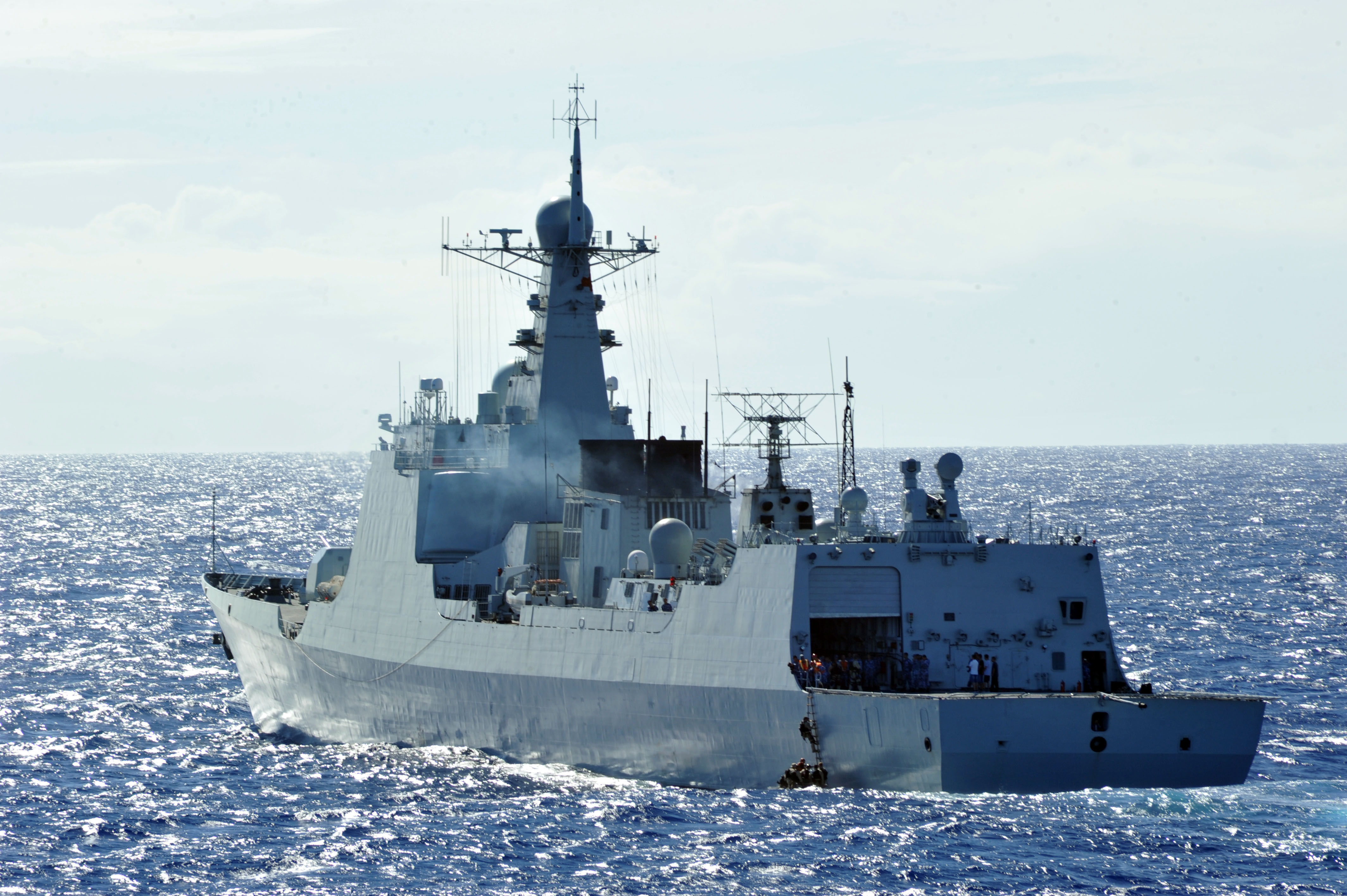
舰艉方向看171号“海口”舰

052C型艦體與052B型驅逐艦类似，採用了模塊化的設計與建造，採用大角度飛剪艦艏，艦體上層建築採用隱身造型，加裝四面相位陣列雷達因此艦橋高度比052B舰更高大，根据该型151号“郑州”舰入列时的公开新闻报道，最大长度155米，宽17米，满载排水量7000余吨。 該艦沿用了052型驅逐艦相同的柴燃交替動力系統（CODOG）。直升機機庫與起降甲板位於艦艉，搭載1架Ka-28或直-9C反潛直升機。
052C型驱逐舰的相位陣列雷達天線安裝在箱型艦橋四角的切面上，與美國海軍阿利·伯克級驅逐艦「神盾」雷達安裝方式類似，天線外表裝有呈弧形的散熱系統，该有主動式相位陣列雷达與美國「神盾」被動式相位陣列雷達的平板形完全不同；对空中目标的探测距离在350-400公里左右。另配置一座低頻警戒雷達作為相位陣列雷達的補充，該艦艦橋頂部有一座類似俄羅斯現代級驅逐艦「音樂台」雷達的雷達天線罩。主桅頂端裝低空探测雷達球型天線罩。
与初期1、2号舰相比，后期第二批次建造时间跨度较大，3号舰以后为江南造船厂2010年搬迁到崇明长兴岛后“采用新建造模式”建造，亦或许因六四事件改向烏克蘭購入UGT-25000，以此新研製動力系統的時間需要，故受到燃气轮机国产化进度影响（2010年一台国产化型装上052B型169号舰赴亚丁湾执行护航任务），预计雷达和电子设备有改进，主要改进体现在通信数据链性能的提升和雷达探测距离和精度的提高。

### 武器系统

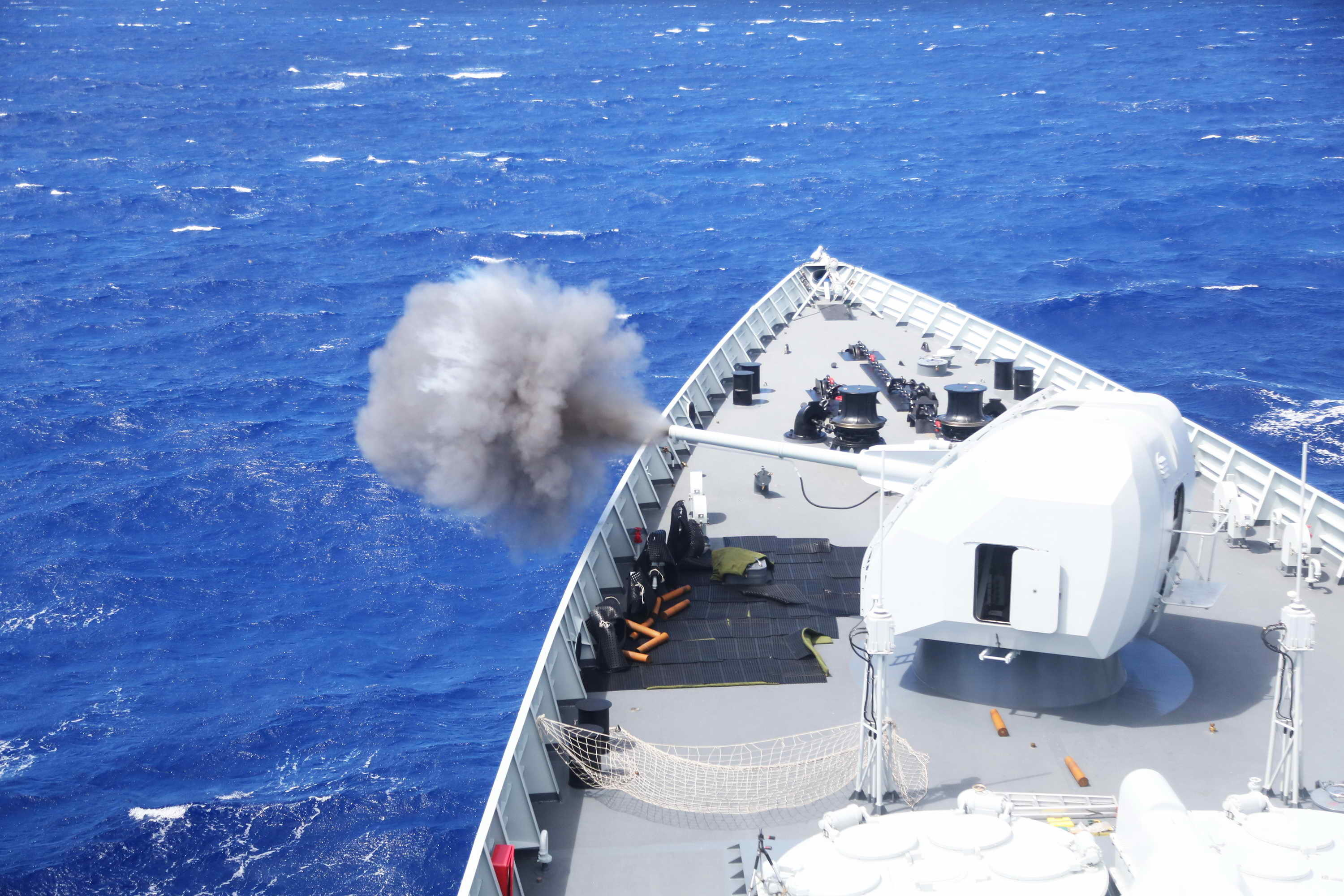
100mm主炮

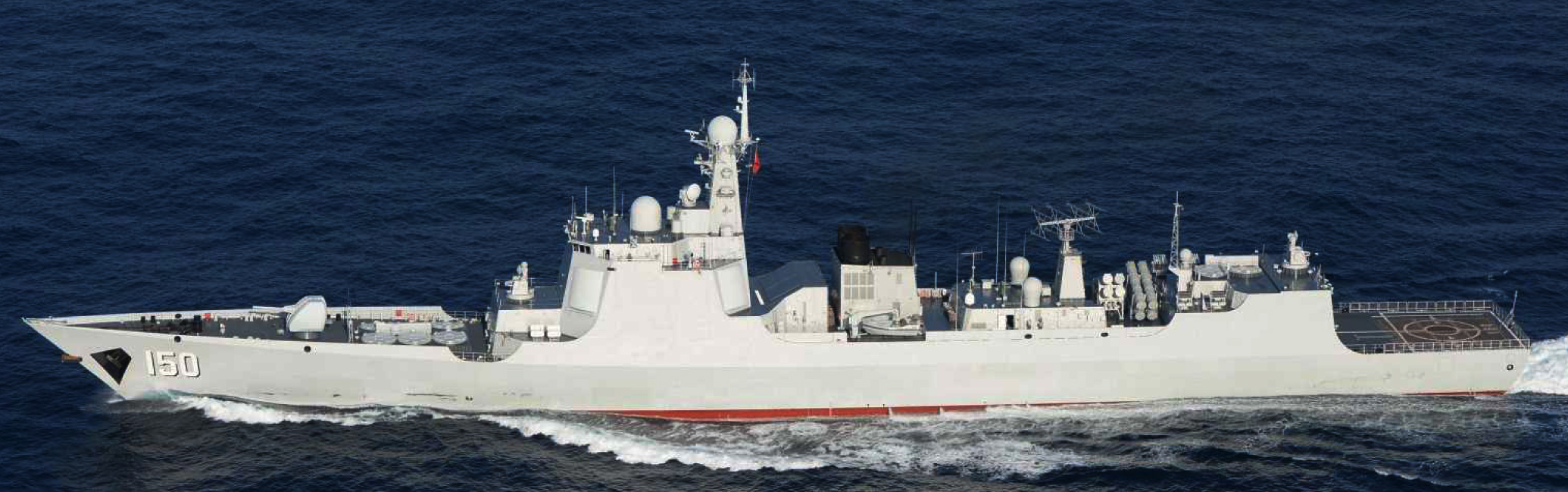
侧视图

艦艏裝一門單管100毫米口徑艦炮，该炮普遍认为是法国克勒索·卢瓦尔公司的单管100毫米口径紧凑型舰炮的中国引进的国产化型号。
与几乎同期服役的052B型驱逐舰的鹰击83反舰导弹四聯裝箱形發射裝置不同，052C型舰在後桅與直升飛機庫之間裝備了2座四聯裝圓柱體形發射裝置鹰击62反舰导弹，射程在300公里左右，全程亚音速，而鹰击-83导弹射程150公里，亚音速巡航，末端改为超音速俯冲撞击目标。
三联装反潜324mm鱼雷发射管位于舰体后部两舷，平时用舱门遮蔽。该舰可携带一架反潜直升机。在位于舰桥前边以及直升飞机库顶部各安装1门7管30毫米近程防御武器系统。

#### 垂直發射装置

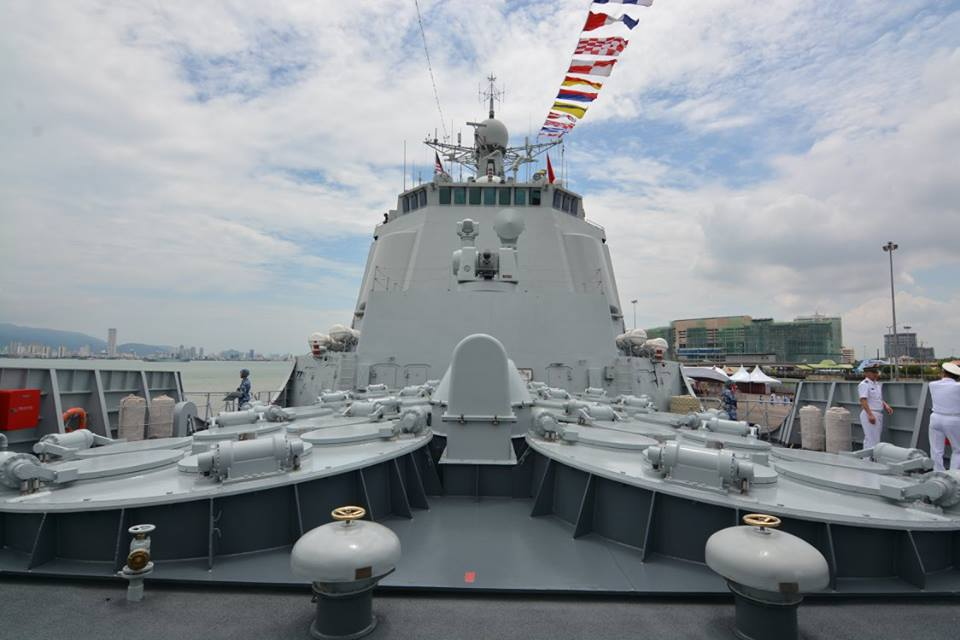
长春舰上的六聯裝防空導彈垂直發射裝置

052C型驱逐舰上裝有六聯裝防空導彈垂直發射裝置，共8個單元，艦橋前甲板6個，後甲板與直升飛機庫並排2個（因沿用052B型船体，舰体空间有限，不得已选择和052B型类似的偏置机库与防空导弹发射装置并列的方案），全艦垂直發射系統共裝彈48枚海红旗-9防空导弹，此型导弹为为陆基红旗-9防空导弹的海基版，最大射程200公里，射高25米-30000米，速度4.2马赫，採用冷發射的方式（使用高壓氣體將導彈推出發射裝置後，導彈在空中點火），為了防止導彈推出後發射失敗落回甲板上的危險，發射裝置向舷外傾斜一定角度。並且擁有再裝填設備。
与类似的俄罗斯海军使用的转轮式圆形发射单元8枚导弹共用一个发射口不同，052C型舰上垂直发射装置每枚导弹单独使用一个发射口，相比较发射方式更可靠，且射速更快。这种六联装转轮式圆形发射单元冷发射系统有用途单一、占用空间较大装弹较少之嫌，所以在后继型052D型驱逐舰采用方形发射单元通用化垂直发射装置。
由于052C型舰排水量较小使其容纳的垂直发射单元偏少，持续火力显得不足。并且由于舰体吨位的限制，该舰的防空仅具备远程防空系统和末端近防武器系统。

## 服役活動

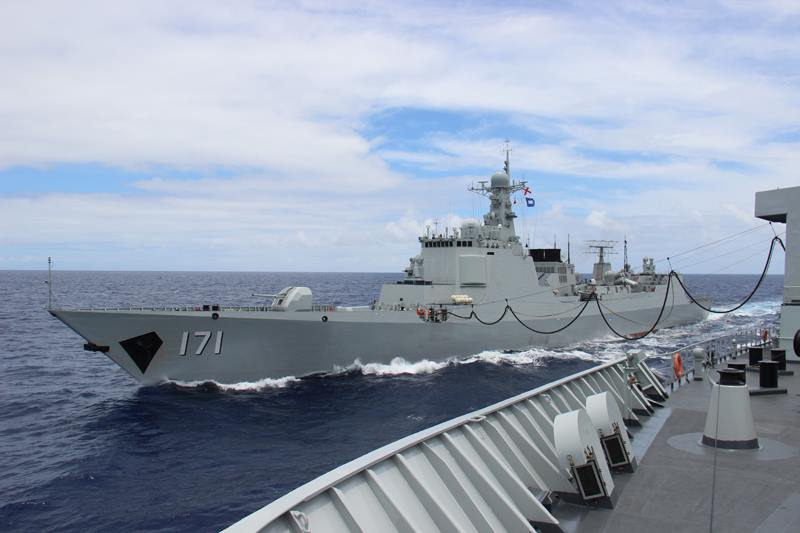
海口号接受补给

最早的两艘052C型驅逐艦均于2003年在上海江南造船廠下水，2005年起在南海艦隊服役。2010年起，第二批次4艘舰开始建造并下水，至2015年2月9日全部服役。第二批次均部署于东海舰队，与中国近来在与日本就钓鱼岛及附属岛屿归属上的争端升温不无关联；部署于东海方向的最新四艘052C型驱逐舰，将与早前从俄罗斯购买的四艘“现代”级驱逐舰协同。
2008年12月26日，海口号导弹驱逐舰與武漢號导弹驅逐艦、微山湖號綜合補給艦編隊前往亞丁灣海域護航，以保護中國及其他相關國際組織過往船隻免受索馬里海盜的侵襲。
該型后续第3艘长春号导弹驱逐舰（舷号150）于2013年1月31日服役后，成為東海艦隊旗艦；同年11月14日，美国海军作战部副部长福格森访问东海舰队，并专门参观了该舰（另外专门参观的舰艇是056型轻护卫舰583号“上饶”舰，和039A型“元”级常规潜艇）；
2014年3月1日，日本防卫省宣称监测到150号“长春”舰于当日率领另外两艘054A型护卫舰(548号和549号)，通过冲绳本岛和宫古岛之间的公海驶向了西太平洋，进行军事训练；3月7日，日本防卫省再次“侦测”到这三艘军舰通过冲绳附近海域向西太平洋前进；3月10日上午7点，日本海上自卫队发现这三艘战舰与“巢湖”号补给舰汇合，一同在与那国岛东南49公里处向东北方向前进，毗邻钓鱼岛海域。
2014年3月24日，“长春”舰参与海军第17批亚丁湾护航编队，前期前往南印度洋搜寻失事马航M370H航班，后期将直接赶赴亚丁湾执行护航任务。
第4艘鄭州號導彈驅逐艦（舷号151）于2013年12月26日服役；2014年1月12日该舰进行第一次出海训练。2014年2月14日，CCTV公布了150舰和151舰，携带另外两艘054A护卫舰(548号和549号)，出海训练的视频画面；5月5日，中国军网公布了四月下旬该舰出海训练、舰炮开火的照片。5月20-25号，该舰赴东海参加了中俄海军“海上联合-2014”军事演习。
2011年12月，舷号152号舰被正式命名为“济南”。2014年2月16日，有中国国内军迷拍到052C型驱逐舰5号舰——濟南號導彈驅逐艦已经在上海江南造船厂长兴造船基地涂刷了152舷号；4月2日，网络上出现大量该舰刷舷号的照片；2014年12月22日，中国军网正式公布：“济南”舰入列东海舰队，并在舟山军港内举行了隆重的入列仪式，济南市图书馆捐献书籍2000册予该舰作舰内图书馆藏书。
2016年1月2日，执行环球访问任务的中国海军152编队抵达澳大利亚布里斯班市访问；自2015年4月从舟山起航以来，309天的征程中，编队访问16国18港，总航程5.23万海里，任务航程之远、航经海域之广、时间跨度之长、访问国家之多，均创人民海军历史之最。在152舰艇编队之前，导弹驱逐舰青岛舰、综合补给舰太仓舰于2002年完成了环球之旅。2012年，大连舰艇学院训练舰郑和舰实现了单舰走世界。与前两次任务不同，152舰艇编队是在亚丁湾海域执行了4个多月的护航任务之后，直接转入环球访问任务，没有经过专门准备，可以说是一次“说走就走的环球之旅”。有专家指出，舰艇编队进行环球航行，综合考验着一个国家的全球导航定位能力、全球信息通讯能力、全球气象分析掌握能力、全球航行支援保障能力，这些都要有国家实力和国际地位作为支撑。
2014年9月3日，有微博网友 (ID:斯文的土匪) 上传六号舰153西安號導彈驅逐舰出海试航新照，证明着即将入列东海舰队。2015年1月21日，中国国内媒体报道上海江南造船厂的新闻：“152舰交付部队的时间为2014年12月19日（12月22日正式入列）；153舰交付部队的时间为2014年12月30日，该舰也是052C型驱逐舰系列中的最后一艘。至此，历经11年的052C型驱逐舰建造结束。转而制造性能更先进的052D型驱逐舰。
2014年12月，151艦鄭州號在进入西太平洋之后的演习中，该舰舰尾一个系缆舱门被海浪冲开，舱内进水。舰上水兵处置过程中一名士兵门牙折断，眉骨骨折。
2015年2月9日，据《人民海军》报道，“西安”舰（舷号153）入列命名授旗仪式在浙江舟山某军港举行，标志着该舰正式加入人民海军战斗序列。
2016年6月2日新华社报道，中国海军将参加美国主导的年度“环太平洋—2016”演习，中方参演兵力由153号052C驱逐舰“西安”舰、054A护卫舰“衡水”舰、综合补给舰“高邮湖”舰、“和平方舟”医院船、综合援潜救生船长岛船及3架舰载直升机、1个特战分队、1个潜水分队组成。这是中国海军第二次参加“环太平洋”系列军事演习。

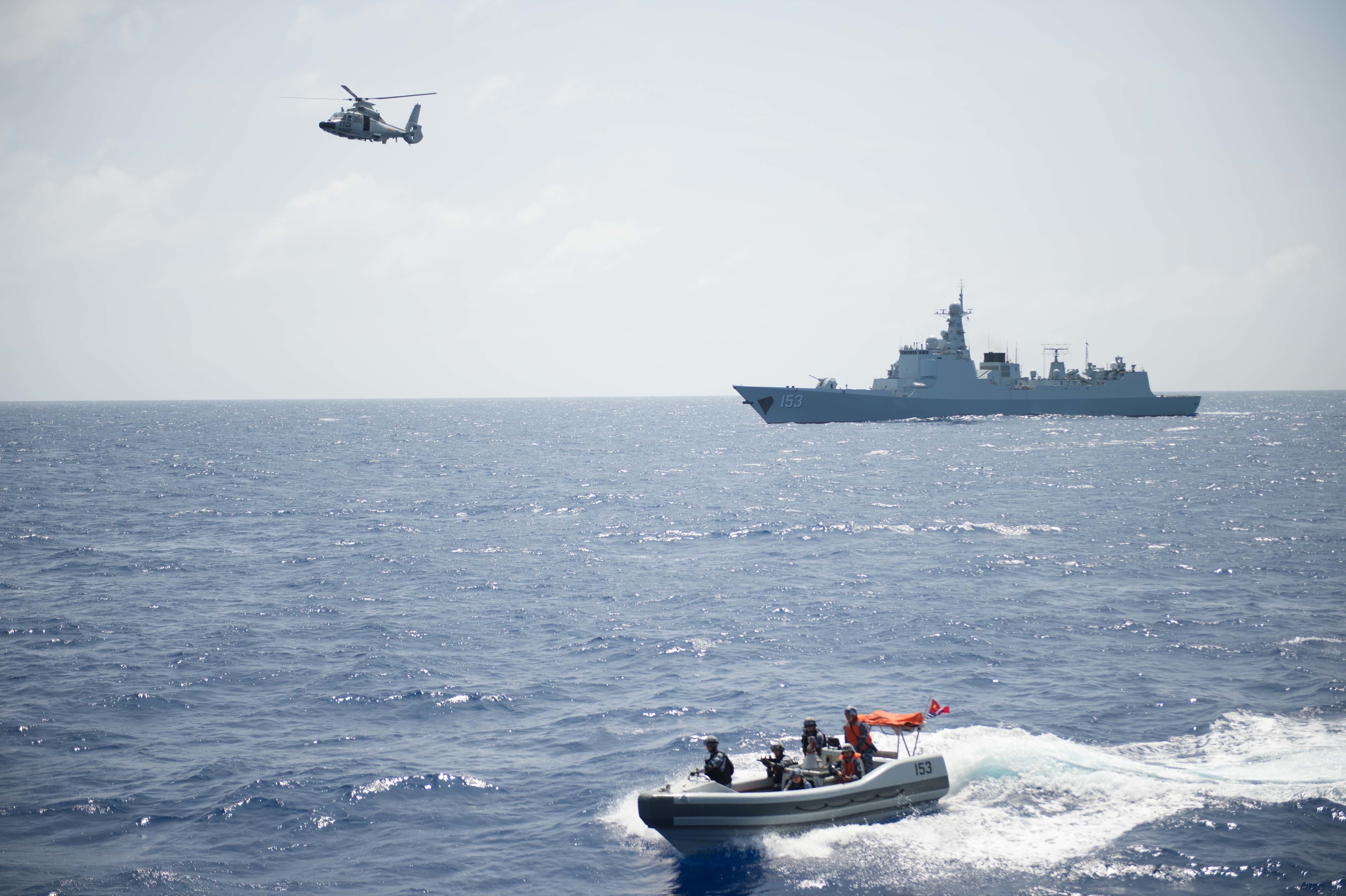
052C参加环太平洋军演

2018年4月12日，170、171、150、151和152五艘052C型驱逐舰，参加了由48艘军舰组成的南海阅舰式，分属于三大梯队中：150和151于“远海作战梯队”，170和171于“航母打击梯队”，152于“两栖登陆梯队”。
2025年1月初，解放军海军9舰编队开赴南海海域进行演练，编队包括2艘055型106号“延安”舰、107号“遵义”舰，2艘052D型173号“长沙”舰、175号“银川”舰，2艘052C型170号“兰州”舰、171号“海口”舰及至少3艘054A型573号“柳州”舰、574号“三亚”舰、575号“岳阳”舰。